# Spergularia fimbriata
Spergularia fimbriata — вид квіткових рослин родини Гвоздичні (Caryophyllaceae).

## Морфологічна характеристика
Багаторічна рослина. Стебла до 40 см, деревні біля основи, прямовисні або стеляться. Прилистки понад 6–10 мм, сріблясті. Чашолистки (2,5)3–5,5(6) мм. Пелюстки рожеві або фіолетові 3–4 мм. Капсула 2,5–5,5 мм, трохи коротше або трохи довші за чашолистки, яйцеподібні. Насіння безкриле і крилате змішано; 0,5–0,7 мм безкриле, яйцевидо-грушоподібне, гладке або злегка горбисте, чорне і блискуче; 0,7–0,9 мм — крилате, з крилом 0,2–0,4 мм, сріблястим, чорнувате біля основи.

## Поширення
Батьківщина. Іспанія, Гібралтар, Португалія, Марокко. Росте на гірських породах.